# Happy Birthday (sång av Altered Images)
Happy Birthday är en låt av den skotska gruppen Altered Images som 1981 utgavs som singel från albumet med samma titel. Låten gick in på brittiska singellistan i september 1981 och nådde i oktober 2:a plats där den låg kvar i tre veckor. Den blev även en stor hit i Irland med en 3:e plats på singellistan och på Sverigetopplistan låg den i fyra veckor med som bäst en 16:e plats.
Låten finns med i John Hughes film Födelsedagen från 1984 och i filmen The House Bunny från 2008.

## Utgåvor
UK 7" EPIC (EPC A1522) 1981
1. Happy Birthday – 3.00
2. So We Go Whispering – 3.41

UK 12" EPIC (EPC A 13-1522) 1981
1. Happy Birthday (Dance Mix) – 7.07
2. So We Go Whispering – 3.41
3. Jeepster – 2.25[5]